# Zizula hylax
Zizula hylax (лат.) — вид бабочек из семейства голубянок. Обитают в саваннах, на лугах, полях, низменностях, финбоше, равнинах, в скалистых местностях, парках, садах и на лесных границах; в Африке, в частности, в Карру. Кормовыми растениями гусениц являются Phaulopsis imbricata, Руэллия, Юстиция, Chaetacanthus setiger, Dyschoriste и Oxalis corniculata. Размах крыльев самца 17—21 мм, самок — 18—25 мм.
Известно два подвида:
- Zizula hylax attenuata — Австралия;
- Zizula hylax hylax — Африка.